# Pontcarré
 Pontcarré  es una población y comuna francesa, en la región de Isla de Francia, departamento de Sena y Marne, en el distrito de Torcy y cantón de Roissy-en-Brie.

## Demografía
| 300 | 348 | 366 | 366 | 377 | 416 | 449 | 509 | 589 | 591 | 502 | 509 | 529 | 555 | 578 | 606 | 639 | 622 | 526 | 364 | 416 | 400 | 368 | 374 | 404 | 468 | 584 | 1 166 | 1 648 | 1 748 | 1 816 | 2 018 |
| Para los censos de 1962 a 1999 la población legal corresponde a la población sin duplicidades (Fuente: INSEE [Consultar]) |     |     |     |     |     |     |     |     |     |     |     |     |     |     |     |     |     |     |     |     |     |     |     |     |     |     |       |       |       |       |       |